# إسحاق بن عزرا
أبو سعد إسحاق بن إبراهيم بن الماجد بن عزرا شاعر من القرن الثاني عشر من الأندلس.

## سيرته
ابن الحاخام السفارادي إبراهيم بن عزرا، كان معروفًا كشاعر في وقت مبكر من حياته. قال عنه يهودا الحريزي في كتابه "تخموني" : "مثل أبيه، استمد إسحاق أيضًا من ينابيع الشعر؛ وتلألأ بعض تألق أبيه في أغاني الابن".
ويعتقد أن ابن إبراهيم بن عزرا غادر إسبانيا حوالي عام 1140 مع والده. تشير إحدى الروايات إلى أنه سافر مع حميه، الفيلسوف اليهودي يهودا هاليفي، في قارب في طريقه إلى الإسكندرية. ومع ذلك، بينما استقر يهودا هاليفي في فلسطين، استمر ابن إبراهيم بن عزرا في التوجه إلى بغداد. وفي أثناء وجوده في بغداد كان تلميذاً لأبي البركات البغدادي (نثنائيل)، فكتب قصائد في مدح الرجل وتعليقه على سفر الجامعة. وعندما اعتنق البغدادي الإسلام، اتبعه إسحاق بن عزرا. يصف الحريزي التحول في كتابه "تاشموني" قائلاً: "ولكن عندما جاء إلى الأراضي الشرقية لم يعد مجد الله يشرق عليه؛ فطرح عن نفسه ثياب اليهودية الثمينة، ولبس ثياباً غريبة". وقد رثى والده هذا التحول في مرثية، إحداهما كتبها بعد ثلاث سنوات من تحول ابنه.

## أعماله
وقد حُفظت وحُققت قصيدة ابن إبراهيم بن عزرا لمعلمه هبة الله وتفسيره لسفر الجامعة.